# حسین جمعه
حسین جمعه متولد یبرود ۱۹۴۶ دمشق، پژوهشگر و رئیس اتحادیهٔ نویسندگان عرب در سوریه است. نام پدرش علی و نام مادرش فطوم است.

## تالیفات
- مشهد الحیوان فی القصیدة الجاهلیة[۵]

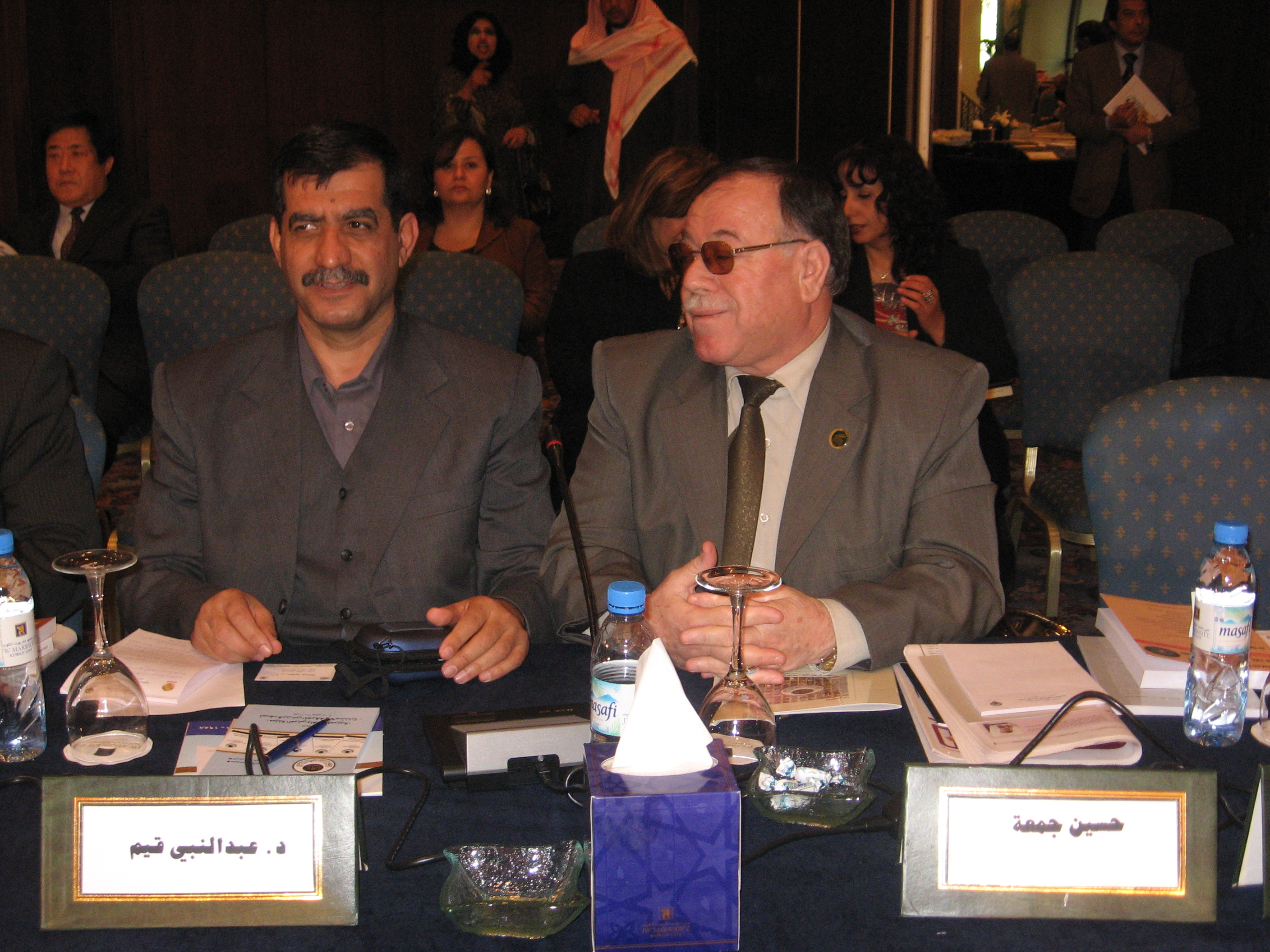
حسین جمعه در کنار عبدالنبی قیم

1. الحیوان فی الشعر الجاهلی (داردانیة ـ دمشق ـ ۱۹۸۹م).
2. مشهد الحیوان فی القصیدة الجاهلیة (دار دانیة ـ دمشق ـ ۱۹۹۰م).
3. الملل والنحل للشهرستانی: عرض وتعریف (داردانیة دمشق ـ ۱۹۹۰م).
4. الرثاء فی الجاهلیة والإسلام (دار معد ـ دمشق ـ ۱۹۹۱م).
5. مختارات من الأدب فی صدر الإسلام (جامعة دمشق ـ ۱۹۹۲م).
6. قراءات فی أدب العصر الأموی (جامعة دمشق ـ ۱۹۹۲–۱۹۹۳م).
7. قصیدة الرثاء ـ جذور وأطوار ـ دارالنمیر ومعد ـ دمشق ـ ۱۹۹۸م).
8. فی جمالیة الکلمة ـ (اتحاد الکتاب العرب ـ دمشق ـ ۲۰۰۲م).
9. ابن المقفع بین حضارتین ـ طباعة المستشاریة الإیرانیة بدمشق ـ ۲۰۰۳م).
10. إبداع ونقد ـ قراءة جدیدة للإبداع فی العصر العباسی ـ دارالنمیر ـ دمشق ـ ۲۰۰۳م).
11. المسبار فی النقد الأدبی ـ اتحاد الکتاب العرب ـ دمشق ـ ۲۰۰۳م.
12. نصوص من الأدب العربی المعاصر ـ بالاشتراک ـ (جامعة دمشق ـ ۲۰۰۵م).
13. جمالیة الخبر والإنشاء ـ دراسة جمالیة أسلوبیة ـ اتحاد الکتاب العرب ـ دمشق ـ ۲۰۰۵م.
14. التقابل الجمالی فی النص القرآنی ـ دارالنمیر ـ دمشق ـ ط۱–۲۰۰۵.
15. البیئة الطبیعیة فی الشعر الجاهلی (مجلة عالم الفکر ـ الکویت مج ۲۵–۱۹۹۷م).
16. شعرنا القدیم ـ صورة ودلالة (م. مرکز الدراسات والبحوث ـ قطر ـ عدد ۱۰–۱۹۹۸م).
17. کیفیة قراءة النص الأدبی (م. مجمع اللغة العربیة بدمشق ـ مجلد ۴–۱۹۹۹م).
18. نظریة التناص: صک جدید لعملة قدیمة (م. مجمع اللغة العربیة بدمشق ـ مجلد ۷۵–۲۰۰۰م).
19. المؤثرات الفارسیة فی شعر الأعشی (أبحاث ندوة العلاقات الأدبیة واللغویة العربیة الإیرانیة) ـ مطبوعات اتحاد الکتاب العرب ـ دمشق ـ ۱۹۹۹م.
20. ابن رشیق وآراؤه النقدیة (م. مجمع اللغة العربیة بدمشق ـ مجلد ۷۶–۲۰۰۱م).
21. جمالیة التصوف: مفهوماً ولغة (م. الموقف الأدبی ـ عدد ۳۶۴).
22. جمالیة اللسان فی اللغة والحیاة (م. مجمع اللغة العربیة بدمشق ـ مجلد ۷۷–۲۰۰۲م).
23. فکرة الزمن فی الدراسات العربیة (م. التراث العربی ـ العددان ۸۶–۸۷) ـ ۲۰۰۲م.
24. الزمن فی مداخل الشعر القدیم ـ مجلة المعرفة السوریة ـ دمشق ـ ۲۰۰۲م ـ العدد ۴۷۰.
25. فکرة الزمن فی بعض دراسات المحدثین ـ مجلة الموقف الأدبی ـ عدد ۳۸۰–۲۰۰۲م.
26. قبسة من السیرة العلمیة لعلامة الشام أحمد راتب النفاخ ـ الأسبوع الأدبی ـ اتحاد الکتاب العرب ـ بدمشق ـ ۳/۵/۲۰۰۳م ـ عدد ۸۵۶.
27. أدب الخیال فی رسالة الغفران ـ مجلة التراث العربی ـ ۲۰۰۳م.
28. الإبداع من التراث إلی المعاصرة ـ مجلة المعرفة السوریة ـ العدد ـ ۴۸۴ ینایر/ ۲۰۰۴م.
29. العرب وتحدیات المستقبل: رؤیة وموقف ـ الأسبوع الأدبی ـ اتحاد الکتاب العرب ـ دمشق/ العدد ۸۳۹ ـ لعام ۲۰۰۲م.
30. العولمة والثورة الإسلامیة ـ مجلة الثقافة الإسلامیة ـ المستشاریة الثقافیة للجمهوریة الإیرانیة بدمشق ـ العدد ۶۹ ـ ت۱ ـ ک۱/۲۰۰۴.
31. من الاستشراق إلی العولمة ـ مجلة بناة الأجیال ـ نقابة المعلمین ـ دمشق ـ العدد ۵۳–۲۰۰۴م.
32. المثقف العربی وآفاق الواقع ـ مجلة الفکر السیاسی ـ اتحاد الکتاب العرب ـ دمشق ـ العدد ۲۰ ـ خریف ۲۰۰۴م.
33. انتفاضة الأقصی: أبعاد ونتائج وآفاق ـ مجلة الفکر السیاسی ـ اتحاد الکتاب العرب ـ دمشق ـ العدد ۲۱ ـ شتاء ۲۰۰۵م.
34. ثقافة التغییر والهویة العربیة ـ مجلة بناة الأجیال ـ نقابة المعلمین ـ دمشق ـ العدد ۵۶ ـ صیف ۲۰۰۵م.
35. هناک أبحاث کثیرة فی مجالات أخری متعددة وندوات علمیة وتلفزیونیة ومؤتمرات محلیة وعربیة ودولیة.[۱]